# Kayvon Thibodeaux
Kayvon Thibodeaux (South Los Angeles, 15 dicembre 2000) è un giocatore di football americano statunitense che milita nel ruolo di defensive end per i New York Giants della National Football League (NFL).

## Carriera universitaria
Thibodeaux fu nominato Pac-12 Defensive Freshman of the Year nel 2019 dopo avere fatto registrare 14 sack. L'anno seguente vinse il Morris Trophy in difesa, fu inserito nella formazione ideale della Pac-12 Conference e fu nominato miglior giocatore della finale della Pac-12. Nella prima partita della sua terza stagione, Thibodeaux si infortunò alla caviglia, venendo costretto a saltare le successive due gare. La sua annata si chiuse con 7 sack, venendo premiato unanimemente come All-American. A fine anno annunciò la sua intenzione di passare tra i professionisti.

## Carriera professionistica
Thibodeaux era considerato da diverse pubblicazioni come una delle prime scelte nel Draft NFL 2022. Il 28 aprile fu scelto come quinto assoluto dai New York Giants. A causa di un infortunio in pre-stagione fu costretto a debuttare solo nella settimana 3, nel Monday Night Football contro i Dallas Cowboys, in cui mise a segno un tackle e un passaggio deviato. Nel quindicesimo turno fu premiato come miglior difensore della NFC della settimana grazie a 12 placcaggi (di cui 3 con perdita di yard), un sack, un fumble forzato e uno recuperato ritornato in touchdown nella vittoria sui Washington Commanders. La sua annata si chiuse con 33 tackle, 4 sack e 2 fumble forzati in 14 presenze, tutte come titolare, venendo inserito nella formazione ideale dei rookie dalla Pro Football Writers of America..
Nell'ottavo turno della stagione 2023 Thibodeaux mise a segno 3 sack su Zach Wilson ma i Giants persero in maniera rocambolesca ai tempi supplementari contro i New York Jets. Nella settimana 11 fece registrare 2 sack su Sam Howell nella vittoria sui Washington Commanders.

## Palmarès
- Difensore della NFC della settimana: 1

15ª del 2022
- PFWA All-Rookie Team - 2022